# 千葉市立おゆみ野南小学校
千葉市立おゆみ野南小学校は、千葉市緑区おゆみ野南4丁目にある、公立小学校である。通称は、「おゆみ野南小」。

## 概要
- 校舎は鉄筋コンクリートで作られており3階建である。特別教室もあり、家庭科室、理科室、視聴覚室、図書室、図画室、工作室などが設置されている。　
  - 体育館は、鉄筋コンクリート造りであり、2階建である。

## 沿革
- 2005年（平成17年）4月 - 開校。

## 学校教育目標

### 目指す子供像
夢と希望に満ち、自ら学び、みんな仲良く、笑顔でがんばる子

### 目指す教師像
- 教材研究に励み、わかる授業実践のために指導方法の工夫改善ができる教師
- 子どものやる気を引き出せる教師
- 子どもに寄り添い、子どもを見守ることができる教師
- 偏見をせず、児童理解に努め、個に応じた適切な指導ができる教師
- 悪いことは毅然たる態度で指導できる教師
- 子どもに、自ら規律を守ることや学習に意欲的に取り組むことの指導ができる教師
- 子どもに慕われ、保護者や地域から信頼される教師

## 通学区域と進学先中学校
出典

### 通学区域
- おゆみ野南1丁目
- おゆみ野南2丁目
- おゆみ野南3丁目
- おゆみ野南4丁目

### 進学先中学校
公立中学校に進学する場合
- 千葉市立おゆみ野南中学校

## アクセス
- 小湊鉄道バス「鎌04」系統（鎌取駅〜イオンタウンおゆみ野）で、「おゆみ野南小学校前」停留所下車。
- 京成電鉄千原線おゆみ野駅下車後、徒歩10分。
- JR東日本外房線鎌取駅より、
  - 徒歩30分。
  - 南口3番乗り場から、上述の小湊バス「鎌04」系統に乗車し約15分、「おゆみ野南小学校前」停留所下車。